# Hannes G. Pauli

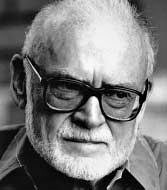
Hannes G. Pauli

Hannes G. Pauli (* 12. Juli 1924 in Zürich; † 9. Oktober 2003 in Bern) war ein Schweizer Medizinprofessor und Reformer der Ärzteausbildung.

## Leben und Wirken
Nach Besuch der Volksschule und des Literaturgymnasiums in Zürich studierte Hannes Pauli ab 1943 in Zürich, Bern und Paris Medizin. Das Staatsexamen absolvierte er 1949. Als Schiffsarzt lernte er vor allem die Hafenstädte Südamerikas kennen, bevor er die letzten Jahre seiner Weiterbildung von 1953 bis 1957 in New York und Boston verbrachte. Bis 1965 war er als Assistenz- und Oberarzt an der Medizinischen Poliklinik der Universität Bern tätig.

### Ärzteausbildung
1965 beauftragte ihn der Berner Regierungsrat Simon Kohler in Schweden, England, Frankreich und den USA neue Modelle der Ärzteausbildung zu studieren. Diese Erfahrungen flossen in die Berner Studienreform ein, welche Hannes Pauli mit Ettore Rossi aufzubauen begann. Eine gesamtschweizerische Reform des Medizinstudiums übernahm 1971 weitgehend das Berner Modell  (z. B. Verkürzung der Vorklinik, massive Reduktion der Vorlesungen zugunsten von Gruppen- und Blockunterricht, Einführung eines Wahlstudienjahres).
1971 wurde das Institut für Ausbildungs- und Examensforschung (IAE) gegründet, dessen Direktor Pauli bis zu seiner Emeritierung 1989 blieb. Das IAE wurde rasch zu einer international gefragten Institution, die insbesondere von der WHO beachtet wurde. So war Pauli Mitglied und Präsident des «European Advisory Committee on Medical Research» EACMR, anschliessend Mitglied des «Global WHO Advisory Committee on Health Research», wobei die WHO Paulis Institut in den Status eines «WHO Collaborating Centre for the Evaluation of Health Personnel Performance» erhob.
Daneben engagierte sich Hannes Pauli – er war ab 1969 ordentlicher Professor für Innere Medizin – auch für eine patienten-zentrierte Innere Medizin am Berner Inselspital. In der Neuen Zürcher Zeitung (NZZ) vom 6. November 2001 forderte Pauli eine neue Orientierung des Medizinverständnisses, welches dem Arzt-Patienten-Verhältnis, dem soziokulturellen Umfeld und der Balance von Ratio und Emotion mehr Beachtung schenkt. Die Medizinstudierenden ehrten ihn 1988 mit der Verleihung des Titels «Teacher of the Year».

### Allgemeine Ökologie
Hannes Pauli war eine fächerübergreifende Zusammenarbeit der Wissenschaftsdisziplinen ein Anliegen. In diesem Sinne setzte er sich auch für eine fakultätsübergreifende «Allgemeine Ökologie» ein. Dieser Ansatz orientiert sich an den wechselseitigen Wirkungszusammenhängen zwischen Mensch und Umwelt mit ihren physischen, sozialen, kulturellen, wirtschaftlichen und politischen Aspekten. Ein zentrales Anliegen von Hannes Pauli war es, den Studierenden in jedem Fach zu ermöglichen, parallel zum disziplinären Studium vermehrt interdisziplinäre Veranstaltungen zu besuchen, die dem regulären Studium angerechnet werden. Der konzeptionelle Rahmen dafür liefert das "Spinnen-Modell" der AGFAÖ. Neben dem Angebot von fachübergreifenden Lesegruppen waren ihm die Entwicklung von interdisziplinären Seminaren ein Kernanliegen.
Hannes Pauli war 1984 Mitbegründer und der erste Präsident der Arbeitsgemeinschaft zur für Förderung der Allgemeinen Ökologie (AGFAÖ). Aufgrund mangelnder universitärer Unterstützung wurde der politische Weg beschritten. Mittels einer parlamentarischen Motion der Berner Kantonsparlamentarierin Joy Matter wurde der Universität Bern 1984 folgende Aufgabe gestellt: «Durch die Schaffung einer Einrichtung für Allgemeine Ökologie an der Universität Bern, an der sich alle Fakultäten beteiligen, soll ein wissenschaftlicher Beitrag geleistet werden, die vielfältigen Probleme der industriellen Gesellschaft in Zusammenhang mit Wirtschaft und Politik zu lösen.» Ab 1987 vertrat Hannes Pauli die AGFAÖ im neu geschaffenen Forum für Allgemeine Ökologie, das zusammengesetzt war mit Vertretungen aus allen Fakultäten, der Studentenschaft und des Mittelbaus, sowie Persönlichkeiten ausserhalb der Universität. Alle diese Bestrebungen mündeten 1988 in einer fakultätsübergreifenden Institution, der Koordinationsstelle für Allgemeine Ökologie (IKAÖ). Deren Lehrstuhlinhaber war Jost Krippendorf bis 1991 und Ruth Kaufmann bis 2011.
Zu Ehren ihres Mitgründers wurde die Arbeitsgemeinschaft für Förderung der Allgemeinen Ökologie (AGFAÖ) 2004 in Hannes-Pauli-Gesellschaft (HPG) umbenannt.

### Privates
Mit seiner Frau Dorothea Pauli-Pfister (1926–1992) hatte er drei Kinder, zwei Söhne und eine Tochter.

## Werke (Auswahl)
- Flügge geworden. Die "Arbeitsgemeinschaft für Allgemeine Ökologie" setzt Impulse, in: UniPress 57,  Bern 1988, S. 4–7.
- Der Mensch ist kein Baukasten, NZZ, 14. Februar 1994
- Hochschule wohin?, NZZ, 4. Februar 1963, Ausgabe 3
- Entwicklung und Krankheitsverlauf diabetischer Jugendlicher nach der Spitalentlassung. Diss. med. Zürich, 1953. 22 S.

Hannes Pauli hat über 130 medizinpädagogische Arbeiten publiziert und an mehreren Büchern und mitgewirkt.